# 獅子村
22°14′20″N 120°43′25″E / 22.2388635°N 120.7234992°E
獅子村，是臺灣屏東縣獅子鄉所轄的8個村之一，位在獅子鄉西南緣。人口約2715人，與內獅村、楓林村、丹路村、草埔村；枋山鄉枋山村、楓港村相鄰。

## 簡介
本村為散點聚居，有101戶58人(簡榮聰1996:612)，居民全為內文社群之部落遷徙此地，分兩處生活圈，一為本村北方之中心崙，二為本村南方之獅子社區。
中心崙居民有來自中心崙(pucpucg)八戶、外麻里巴四戶、竹坑(卡都)九戶、內文社五戶、內笳芝萊社八戶、搭加寮社十五戶。中心崙社區土地過去原為酋龍家 之狩獵地，漢人不敢越雷池，但經歷日本殖民制度之影響以及民國三十五年之轟炸時期，漢族強勢人口進入，因此當排灣族內文社人(以竹坑社人為多)由東方山腹 遷至山腳下時，適宜農地多由枋山鄉漢人佔據。
本社區居民是從中心崙(pucpucg)八戶、外麻里巴四戶、竹坑(卡都)九戶、內文社五戶、內笳芝萊社八戶、搭加寮社十五戶等部落移住，中心崙、 搭加寮、竹坑等部落位於本地北面山腹及山頂；民國三十九年，謝東生先生率領(竹坑？)移住本地，外麻里巴、內文、內笳芝來等社人則比較晚才來。此地本為竹坑社社民之耕地，是酋龍分封給代管者Taljiboq和Valjaivai的，內文社還舉行五年祭時，此地是狩獵場所，之後則是為了種植水稻和陸稻移住本地。
獅子社區的居民有來自中心崙十二戶、內文兩戶、內笳芝來兩戶、旁武雁十二戶、外笳芝萊五戶、力里社七戶。本社區首先遷入笳芝萊的社民，因美軍以燒夷彈攻擊，死傷慘重，戰後鄰近居民始陸續遷入此地開墾種田。
因本部落(笳芝萊)為位處深山，交通不便、地勢陡峭，山洪爆發，危及社民安全，因此日本政府於民國二十九年將全社約五十戶，經麻里巴、搭加寮社移住本地(Qaljecim)。此地原有竹坑社居民十戶，日本政府要求其讓與部分土地給我們，因此我們得能在此地沿河谷開闢水田、種植水稻、生活安定富足。然 而民國三十四年太平洋戰爭日軍節節敗退，一群來自南洋的日軍集結於本村，準備與美軍進行殊死戰，中午時刻日軍煮飯，炊煙升起，目標明顯，美軍軍機掠空以燒 夷彈轟炸，燒毀軍營、波及民宅，燒死不少軍民。當時我們拿大鍋子蓋在身上躲避炸彈，之後，我們往山上或搭加寮社避難。戰後日本戰敗回國，竹坑社居民與本社 之嫌隙重生，鄰近竹坑社民向仍留在本地之笳芝萊社居民攻擊，導致社民四散，翻越中央山脈遷往旭海、安朔、加羅板等村落。
本村第一批移住者外笳芝萊社人，受美軍轟炸後棄村逃難，很長時間無人居住，後來一些中心崙社、內文社、旁武雁社人，在下山遷徙的村落無地可種時，於民國三 十五年，在巫師祭拜後遷徙此地以耕種水田，之後笳芝萊社社民與部分外笳芝萊社社民亦因此重回家原，力里社人則是因為該村於民國五十六年颱風導致山洪，家園 與土地沖失，故移住本村。

## 交通

### 公路
鄉道
- 屏144線

### 客運
- 獅子鄉幸福巴士[3]